# 三浦亜沙妃
三浦 亜沙妃（みうら あさひ、1982年2月22日 - ）は、日本のAV女優。身長、167cm。スリーサイズはB85（Cカップ）・W58・H86。血液型：A型。趣味、特技：マリンスポーツ。

## 略歴
神奈川県出身。2006年、アイデアポケットの専属女優として『First Impression 10』でAVデビューした。12月までアイデアポケットから10作品を出した後、マキシングに移籍、2007年1月から同社の専属女優となった。6作品目の「三浦亜沙妃 初アナルSP」でアナルセックスを解禁した。同年8月からは様々なメーカーの作品に出演するようになった。同年7月、東京都渋谷区の路上に止めたダンプカーの荷台でアダルトビデオ「渋谷路上 ダンプ・FUCK」（同10月発売）に出演していたことに対して、2008年5月に同作品の製作会社ホットエンターテイメントに家宅捜索が入り、6月に公然わいせつや大麻取締法違反などの容疑で逮捕された。9月11日、東京地方裁判所から懲役2年6月、執行猶予3年（求刑懲役2年6月）の有罪判決を受けた。

## 出演作品

### アダルトビデオ(撮りおろし作品）
2006年
- First Impression 10（3月1日、アイデアポケット）[4]
- DANCING FUCKER（4月1日、アイデアポケット）[4]
- ANGEL BEAUTY（5月1日、アイデアポケット）[4]
- ご奉仕フライトアテンダント 三浦亜沙妃（6月1日、アイデアポケット）[4]
- DIGITAL CHANNEL（7月1日、アイデアポケット）[4]
- BEAUTY VENUS 美しき女神たち（8月1日、アイデアポケット）[4]
- バーチャルEX 誘惑女教師は、微笑み痴女…（9月1日、アイデアポケット）[4]
- MAX MOSAIC VOL.6（10月1日、アイデアポケット）[4]
- 痴女医（11月1日、アイデアポケット）[4]
- BLACK FUCK（12月1日、アイデアポケット）[4]

2007年
- 三浦亜沙妃×OLスペシャル（1月16日、マキシング）[5]
- 三浦亜沙妃×リアルドキュメント（2月16日、マキシング）[5]
- SEXY & COLORS FUCKN’ STYLE（3月16日、マキシング）[5]
- 三浦亜沙妃× the 騎乗位（4月16日、マキシング）[5]
- Dancing Sexy（5月16日、マキシング）[5]
- 三浦亜沙妃 初アナルSP（6月16日、マキシング）[5]
- 激アクメ・GEKI（7月16日、マキシング）[5]
- オヤジとキモ男、預かり所。（8月4日、タカラ映像）
- I LOVE オジサマ（8月15日、ワープエンタテインメント）
- CFNM×舌上発射（8月15日、ワープエンタテインメント）
- 癒らし。VOL37 三浦亜沙妃（8月24日、アウダースジャパン）
- モデルin…(脅迫スイートルーム）（9月5日、ドリームチケット）
- 社長秘書 全裸勤務 キャリアウーマンに最高の辱めを・・（9月6日、アイエナジー）
- 三浦亜沙妃 イカセ潮吹き50連発（9月6日、ディープス）
- 女の口は嘘をつく。（9月7日、アウダースジャパン）
- 接吻しまくり淫口よだれ女（9月15日、ワープエンタテインメント）
- プリンセス露出 三浦亜沙妃（9月20日、ホットエンターテイメント）
- 渋谷路上 ダンプ・FUCK 三浦亜沙妃（10月25日、ホットエンターテイメント）
- こだわりの手コキ 4時間SP VI 30人のハンドメイド（11月10日、隼エージェンシー）
- 美しき淫獣CLIMAX（11月15日、ドグマ）
- W変態捜査官 M男狩りギャルズ（11月15日 ジェイモデル）
- マジックミラー号 逆ナンパin湘南 170cm以上の極上ボディSPECIAL!（12月1日、ディープス）
- THE 猥褻職場 制服痴女OL（12月1日 ワンズファクトリー）
- フェラグランプリ2008( 12月1日、隼エージェンシー）
- GALコレ 2（12月8日 隼エージェンシー）
- オナニスト 第19章（12月8日、隼エージェンシー）
- 生中出し!?夢の超高級ハーレムソープランド 三輪車スペシャル!（12月17日、レアル・ワークス）
- ど変態女教師 三浦亜沙妃（12月20日、ネクスト）
- ど変態女教師　三浦亜沙妃 c/w SAEKO（12月20日、ミュージアム・ネクスト）
- 極GOKUJYO（12月25日、イエロー）

2008年
- 100発の精子飲む（1月1日、アイデアポケット）[4]
- フェラコレ2008冬SP（1月12日、隼エージェンシー）
- 狙われた人妻 無理やり犯される5人の人妻たち 第4章（1月12日、隼エージェンシー）
- ブーツの女 三浦亜沙妃（1月18日、レアル・ワークス）
- 最高の筆下ろしを貴方に…（1月20日、ホットエンターテイメント）
- 手コキでベロちゅ〜（1月25日、イエロー）
- 爆イキ 11(2月13日、アヴァ）
- Mスペシャル 痴女オールスター2008（2月18日、レアル・ワークス）
- 官能小説朗読オナニー（2月19日、イエロー）
- 熟尻（3月8日、フリービジョン）
- 夫の目の前で犯されて－ 予期せぬ隣人（4月7日、アタッカーズ）[6]
- 貞操帯の女 5（5月7日、アタッカーズ）[6]
- 鬼フェラ地獄（5月16日、レアル・ワークス）
- 美人女医監禁調教 堕落への階段（6月7日、アタッカーズ）[6]
- 怒濤の乱交 大量電マ（6月19日、桃太郎映像出版）
- レイプ!中出し!アナル!全て輪姦! 集団女教師レイプ輪姦（7月1日、MOODYZ）
- 痴女にまつわる都市伝説 転校したら生徒がボクだけで美人女教師6人が全員で教えてくれる夢の集団女教師ハーレム学園（7月1日、MOODYZ）
- 凌辱へのブレイクショット（7月7日、アタッカーズ）[6]
- BIKINIマリンピック!!2008（7月15日、ミュージアム・ネクスト）
- ハーレムリゾートギャルズ（7月20日、ミュージアム・ネクスト）
- 超絶痴女QUEEN 極上ファックSP!!Vol.3（8月15日、ミュージアム・ネクスト）
- 浴衣乱交夏祭り（8月15日、ミュージアム・ネクスト）
- 人気痴女優騙し企画 逆ナンしたら怖い人（8月15日、ミュージアム・ネクスト）
- 私がいやらしいことしてあげる [身も心も尽くしてくれる7人の淫女たち]（8月19日、ミスター・インパクト）
- 小澤マリア&三浦亜沙妃 W Cast Premium lesbian（8月21日、LADY×LADY）
- VIP ROOM 夢のようなサービスを受けられる7つの部屋（9月13日、隼エージェンシー）
- フェラコレ2008秋SP（10月11日、隼エージェンシー）
- こだわりの手コキ 4時間SP 10 30人のハンドメイド（12月13日、隼エージェンシー）

### アダルトビデオ（総集編）
2007年
- ANGEL PREMIUM 9（4月1日、アイデアポケット）
- 絶賛 三浦亜沙妃（5月1日、アイデアポケット）[4]
- MAXING半期ベスト完全保存版（5月1日、マキシング）
- 三浦亜沙妃 JUKEBOX 1st.（8月16日、マキシング）[5]
- ANGEL BEAUTY COLLECTION（9月1日、アイデアポケット）
- MAX MOSAIC PREMIUM BEST VOL.1〜10（10月1日、アイデアポケット）
- MAXING半期ベスト完全保存版II（10月1日、マキシング）
- 三浦亜沙妃 JUKEBOX 2nd.（11月30日、マキシング）[5]
- BEST HIT 2007年 ドリームチケット 下半期総集編（12月5日、ドリームチケット）
- ワープエンタテインメント 1年まるごと特別総集編 2007 4時間（12月5日、ワープエンタテインメント）
- TAKARA ULTIMATE BOX（12月6日、タカラ映像）
- ユーザーズチョイス!! 4時間 The First Half of 2007（12月15日、ワープエンタテインメント）
- 騎乗位革命（12月16日、マキシング）
- Best Scene of 癒らし。（12月21日、アウダースジャパン）
- Best Scene of 雌女anthology（12月21日、アウダースジャパン）

2008年
- 最後はオクチに by女教師 4時間（1月15日、ワープエンタテインメント）
- この3Pがスゴイ!（1月16日、マキシング）

2009年
- この顔射がスゴイ!（7月16日、マキシング）

2010年
- 鬼フェラ地獄 Director’s cut 03 〜ハメチオ乱交編〜（11月12日、レアル・ワークス）

## テレビ
- エロパラNight（GyaOジョッキー2007年12月25日・2008年2月26日放送分）[7]